# Nelly van Balen-Blanken
Nelly van Balen-Blanken   (Anna Paulowna, 18 de novembre de 1917 - Schagen, 29 d'octubre de 2008) va ser una atleta neerlandesa, especialista en salt d'alçada, que va competir durant les dècades de 1930 i 1940.
En el seu palmarès destaca una medalla de plata en la prova del salt d'alçada al Campionat d'Europa d'atletisme de 1938.

## Millors marques
- Salt d'alçada. 1,64 metres (1938)[1]